# Tomáš Glanc
Tomáš Glanc (* 15. března 1969 Praha) je český vysokoškolský učitel, rusista, překladatel z ruštiny a sémiotik, zaměřující se mj. na tzv. Tartusko-moskevskou sémiotickou školu, jejímž zakladatelem je Jurij Michajlovič Lotman.

## Život a dílo
Na přelomu 80. a 90. let 20. století vystudoval dvouoborovou kombinaci ruština-čeština na Filozofické fakultě Univerzity Karlovy. Následně se stal akademickým pracovníkem na svojí alma mater, kde zastával v letech 2000–2003 pozici vedoucího tamějšího Ústavu slavistických a východoevropských studií.
Jeho kniha Souostroví Rusko: ikony postsovětské kultury (Revolver Revue, 2011) byla na portálu Českého literárního centra zařazena do přehledu Vrcholy české non-fiction 2007-2017 .
V roce 2025 vyšel v nakladatelství Vyšehrad knižní rozhovor Ruská duše neexistuje, který s Tomášem Glancem vedl šéfredaktor Deníku Alarm Jan Bělíček.

### Publikační činnost (výběr)

#### Literární věda
- Autoren im Ausnahmezustand: die tschechische und russische Parallelkultur. Berlin: LIT Verlag, 2017. 398 S. (německy)
- Souostroví Rusko: Ikony postsovětské kultury. 1. vyd. Praha: Revolver Revue, 2011. 360 S. (česky)
- Lexikon ruských avantgard 20. století. 1. vyd. Praha: Libri, 2005. 373 S. (česky)
- Videnije russkich avangardov. 1. vyd. Praha: Karolinum, 1999. 175 S. (rusky)

#### Překlady do češtiny
- LOTMAN, Jurij Michajlovič. Tartuská škola. 1. vyd. Praha: Národní filmový archiv, 1995. 249 S. ISBN 80-7004-077-7